# Hedeby skibsgrav
Hedeby skibsgrav (eller Bådkammergraven i Hedeby) er en viking gravplads, som blev fundet lidt syd for Hedeby ved Slesvig by i 1908.
Graven består af et underjordisk gravkammer med tre begravelser og rige gravgaver. Selve graven var dækket af en høj, der også indeholdt et  langskib. Mens begravelsen kan dateres til cirka 850 e.Kr. blev langskibet  sandsynligvis bygget mellem 825 og 850. Skibet er desværre meget dårligt bevaret. På grund af jernnaglernes spredning er det foreslået, at skibet har været 17-20 meter langt og 2,7-3,5 meter bredt. Skibet minder om det norske Tuneskib på 18-19 meter, selvom det næppe har haft dets bredde på omkring 4 meter. Det er ikke så kendt som andre danske vikingeskibe. Det er usædvanligt, at gravkammeret er placeret under, men ikke i skibet. 
Gravkammeret er bygget af planker og er 3,7 meter x 2,4 meter. Dets trægulv lå i en dybde af 1,9 meter under terræn. Kammeret er delt i to dele. Fundene i den vestlige del bestod af en bronezskål, et glasbæger, flere pile, fragmenter af et prydskjold, et prydet sværd, sporer og flere smykker. I den østlige del blev der fundet en jernbeslået træbøtte, to sværd og hestebidsel. I en lav grube øst for gravkammeret lå skeletterne af tre heste. De menneskelige skeletter i kammeret stammer fra tre mænd fra den første halvdel af 800-tallet. Deres identitet er ikke kendt. Måske var to af dem følgevenner til den tredje. Frankiske genstande i gravkammeret tyder måske på nære forbindelser til Frankerriget. I 826 lod den danske kong Harald Klak sig døbe af den frankiske kejser Ludvig den Fromme, som gav ham og hans følgevenner rige gaver. Det kan være, at nogle af de frankiske genstande i graven stammer fra denne begivendhed.

## Eksterne links
- Vikingeskibsmuseet i Roskilde om Hedebys skibsgrav

|  | Denne artikel om lokaliteten Hedeby skibsgrav kan blive bedre, hvis der indsættes et (bedre) billede. Du kan hjælpe ved at afsøge Wikimedia Commons for et passende billede eller lægge et op på Wikimedia Commons med en af de tilladte licenser og indsætte det i artiklen. |

54°29′15″N 9°33′47″Ø / 54.4876°N 9.56317°Ø